# 埃雷拉德尔杜克
埃雷拉德尔杜克，是西班牙埃斯特雷马杜拉巴达霍斯省的一个市镇。总面积277平方公里，总人口3710人（2001年），人口密度13人/平方公里。